# سوق ذي حريز (حزم العدين)

تعديل مصدري - تعديل

سوق ذي حريز محلة تابعة لقرية الصوافي، التابعة لعزلة حقين بمديرية حزم العدين إحدى مديريات محافظة إب في الجمهورية اليمنية، بلغ تعداد سكانها 140 حسب تعداد اليمن لعام 2004.